# Uokil
Uokil, também Ukil, Vokil ou Augal, é uma das tribos iuechis derrotadas e expulsas pela expansão dos hunos no século II a.C. e pode ter sido uma das duas tribos dinásticas dos iuechis.

## História

### Migração

Migração dos iuechis pela Ásia Central entre os séculos III e

Antes do final do século IV a.C., o território dos iuechis se estendia para o ocidente a partir da curva mais ao norte do Rio Amarelo. Bem no final do século III, os hunos subjugaram os estados vizinhos do norte, Hunüy, Tsüyshe, Dingling, Gegun-Yenisei Kyrgyzes e Sinli-Sirs; em seguida, conquistaram também o estado de "Utsze/Augal". A transcrição chinesa Hutsze (Utsze) é a origem do termo que designaria posteriormente a etnia, "Uokil".
Depois de derrotados, os Uokils foram primeiro para a margem leste do lago Baical e as encostas do Grande Khingan, perto dos Dingling. Ali eles se reorganizaram e conseguiram novamente sua independência em relação aos hunos. A crônica dinástica chinesa Livro de Hã (Hanshu), ao descrever os eventos de 49 a.C., conta que o shanyu huno Chjichji, em sua campanha no ocidente, derrotou um "pequeno estado huno, Hutsze, no norte". Posteriormente, a tribo se juntou ao ramo Nan Shan dos iuechis e marchou primeiro para a região do mar de Aral, onde uma parte significativa da tribo se assentou, e, em seguida, para a Báctria e Sogdiana. É provável que os Uokils tenham participado da invasão da região juntamente com os povos asiáticos dos tocários e sacauracas. No século II d.C., pelo menos três séculos depois do início da migração, Ptolemeu (VI, 12, 4) escreveu sobre a região do baixo Sir Dária: "...perto de uma seção do Amu Dária ao norte vivem os Yati e os tocarianos, abaixo dos quais vivem os 'augals'". Os gregos chamavam os Uokils de "Augals".

### Bulgária
No início da Idade Média, um clã Uokil ficou conhecido como um clã dinástico que deu à Bulgária do Danúbio quatro monarcas listados na Nominália dos Cãs Búlgaros. Segundo o texto, os ancestrais do clã Uokil "governaram daquele lado do Danúbio por 515 anos com as cabeças raspadas". O primeiro grão-cã de linhagem Uokil segundo a Nominália foi Cormiso (r. 737–754) e o último, Umor (r. 766). Os outros clãs dinásticos búlgaros na época foram os Dulo, supostamente descendentes de Átila, os Ermi, de Gostum (talvez associado a Organa, tio de Cubrato) da Nominália. Na Ásia Central, o nome "Uokil" influenciou o nome do herói Vekil na obra dos turcos oguzes, "Livro de Dede Korbut".

### Ásia Central
Na mesma época, a subdivisão Uokil dos turcos oguzes, conhecida na época como tokuz oguzes ("Nove Oguzes [Tribos]"), compunha a outra parte dos "Utsze/Augais". Segundo fontes chinesas, em meados do século VII, eles estavam assentados na margem norte do rio Kheglench. O texto do monumento funerário do cã uigur Baianchur (m. 759) faz menção ao "povo Igil" utilizando o determinante qara - "escuridão" (qara igil bodun). Esta identificação (qara bodun - "povo escuro") é um sinal de que os Uokil que permaneceram na Ásia Central na época teriam adotado o credo maniqueísta. Um século depois, estas tribos foram novamente citadas num guia de estradas uigur-tibetano do século IX como uma tribo liderada por um poderoso líder, Hi-kil-rkor-hir-kin (Igil kül-irkin) e que se localizava próxima de outra tribo sucessora dos iuechis, a tribo dos "Hi-dog-kas" dos Iduq-qash.